# Jerzy Andrzejewski
Jerzy Andrzejewski (Varsó, 1909. augusztus 19. – Varsó, 1983. április 19.) lengyel író. 1976-ban a Komitet Obrony Robotników (Munkásvédelmi Bizottság) ellenzéki értelmiségi csoport alapító tagja. 2006. szeptember 23-án posztumusz kitüntetést kapott, a Polonia Restituta parancsnoki keresztjét.
Bár többször is megházasodott, biszexuális irányultságát sohasem titkolta. A Munkásvédelmi Bizottsághoz kapcsolódó tevékenysége miatt a titkosrendőrség 1976-ban azzal vádolta meg (hamisan), hogy felhívást tett közzé a szexuális kisebbségek jogegyenlősége mellett.
Legismertebb műve a Popiół i diament, 1948 (Hamu és gyémánt).

## Magyarul
- Hamu és gyémánt; ford. Mészáros István, bev. Kovács Endre; Magvető, Bp., 1962 (Világkönyvtár)
- Nagyhét Varsóban. Regény; ford. Cservenits Jolán; Kossuth, Bp., 1966 (Tk)
- Jő, hegyeken szökellve / Az arany róka / A Paradicsom kapui; ford. Murányi Beatrix, Elbert János, Sebők Éva; Európa, Bp., 1971 (Európa zsebkönyvek)
- Már rád tört a vég; ford. Murányi Beatrix; Európa, Bp., 1983
- Sötétség borítja a földet. Regény; ford. Gimes Romána; Európa, Bp., 1985
- Senkise. Regény; ford. Gimes Romána; Európa, Bp., 1987